# Thlaspi ceratocarpum
Thlaspi ceratocarpum är en korsblommig växtart som först beskrevs av Pall., och fick sitt nu gällande namn av Johan Andreas Murray. Thlaspi ceratocarpum ingår i släktet skärvfrön, och familjen korsblommiga växter. Inga underarter finns listade i Catalogue of Life.